# Shout (píseň, Dizzee Rascal)
„Shout“ je píseň anglického hip hopováho zpěváka Dizzee Rascala. Produkce se ujal producent Ray Hedges. S touto písní mu vypomohl anglický producent James Corden.

## Hitparáda
| Země   | Umístění |
| ------ | -------- |
| Anglie | 1        |

| "Gettin' Over You" od David Guetta featuring Chris Willis &. Fergie & LMFAO | Anglické #1 hity 13. června~27. června 2010 | "California Gurls" od Katy Perry featuring Snoop Dogg |